# Максвелл, Роберт, 5-й лорд Максвелл
Роберт Максвелл, 5-й лорд Максвелл (англ. Robert Maxwell, 5th Lord Maxwell; ок. 1493 — 9 июля 1546) — шотландский дворянин из клана Максвелл, член Регентского совета (1536) Королевства Шотландия, регент острова Арран. Известный шотландский политик и военный, в 1513 году лорд-верховный адмирал, лорд Максвелл был членом королевского совета Шотландии Якова V и занимал пост лорда-провоста Эдинбурга в 1524, 1527 и 1535 годах. Он также был чрезвычайным лордом сессии в 1533 году. В 1537 году он был одним из послов, посланных ко французскому двору для переговоров о браке Якова с Марией де Гиз.

## Биография
Роберт был старшим сыном Джона Максвелла, 4-го лорда Максвелла (убит в битве при Флоддене 9 сентября 1513 года) и Агнес Стюарт, дочери сэра Александра Стюарта из Гарлиса, и Элизабет Дуглас.
После битвы при Флоддене Роберт Максвелл был признан наследником своего отца 4 ноября 1513 года. Примерно в это же время он также был назначен регентом Аррана, самого большого острова в заливе Ферт-оф-Клайд. Это сделало 5-го лорда Максвелла по сути монархом острова. О его правлении в качестве регента известно не так уж много кроме того, он не проводил много времени на острове. Во времена Флоддена он был адмиралом флота, который был предложен Франции, но который во время плавания был отброшен назад и прибыл в Керкудбрайт на следующий день после битвы. Максвелл сразу же после этого захватил Лохмабен; и 26 ноября он был назначен капитаном и хранителем Трива. После конфискации имущества у Александра Хоума, 3-го лорда Хоума, в 1516 году Роберт Максвелл приобрел часть его земель, а в следующем году был назначен смотрителем западных границ.
После возвращения в Шотландию Арчибальда Дугласа, 6-го графа Ангуса, мужа вдовствующей королевы Маргарет Тюдор, Роберт Максвелл стал одним из приближенных королевы. Он принимал участие в переезде молодого короля Якова V из Стерлинга в Эдинбург 26 июля 1524 года, а 18 августа был назначен лордом-провостом Эдинбурга; затем он принял участие в плане номинального вступления короля в правительство в ноябре по совету матери короля. Затем он был назначен одним из членов совета, чтобы помогать ей в управлении. Развод королевы с графом Ангусом изменил отношение Максвелла, а также других дворян к ней; и когда король достиг совершеннолетия, четырнадцати лет, 21 июня 1526 года, Роберт Максвелл стал одним из членов совета, назначенного для оказания помощи графу Ангусу в опеке над королем и управлении делами, он был вместе с королем в битве при Мелроузе. 25 июля, когда Вальтер Скотт из Бранксхольма предпринял неудачную попытку завладеть им. В том же году он был назначен управляющим Керкубритом и хранителем Трива.
Во время побега короля из Фолклендского дворца в Стерлинг в июле 1528 года Роберт Максвелл отделился от партии графа Ангуса и был избран одним из членов нового королевского совета. Сопровождая короля в Эдинбург, он снова был назначен лордом-провоста города, а 26 августа сорвал попытку графа Ангуса завладеть им. Он был одним из присяжных заседателей на процессе над Ангусом и после его конфискации получил часть его владений.
Как и большинство южных дворян, Роберт Максвелл косвенно поддерживал пограничных налетчиков и участвовал в набегах за свой счет. В 1528 году граф Ангус вынудил его выплатить компенсацию англичанам за сожжение Нетерби, и это, вероятно, было причиной его враждебности к Ангусу. В следующем году, когда король решил продвинуться на юг, чтобы наказать налетчиков, было сочтено целесообразным поместить Роберта Максвелла и других сочувствующих им в отделение в Эдинбургском замке, но после возвращения короля они были освобождены, дав клятву верности. Казнь Джона Армстронга, который частично находился под его защитой, была особенно неприятна Максвеллу, но впоследствии он примирился с королем и 17 ноября 1533 года был назначен чрезвычайным лордом заседания. Во время рейда в Англию в 1536 году он сжег Пенрит. В том же году он был назначен одним из правящих регентов во время отсутствия короля Якова во время его супружеской поездки во Францию; а после смерти первой жены короля, Мадлен Валуа, в декабре 1537 года был послан с другими послами для заключения брачного договора с Марией де Гиз.
В феврале 1540 года Роберту Максвеллу было выплачено 100 шотландских фунтов стерлингов за ремонт замка Эрмитаж . Максвелл, будучи верховным адмиралом, командовал экспедицией на Оркнейские острова в 1540 году. Он присоединился к армии, которая собралась в районе Муир Эдинбурга в октябре 1542 года, и, тщетно настаивая на том, чтобы битва была отдана англичанам, он после её расформирования принял основное участие в сборе сил для новой экспедиции. Командуя десятью тысячами человек, он проследовал к западным границам, но как раз перед встречей с англичанами в битве при Солуэй-Мосс Оливер Синклер предъявил ордер, уполномочивая его принять на себя главное командование. В суматохе англичанам было оказано небольшое сопротивление, и Роберт Максвелл был схвачен, возможно, намеренно. Вместе с другими пленными дворянами он был отправлен в Лондон. Эсташ Шапюи написал, что Роберт Максвелл и 23 шотландских джентльмена были доставлены в Лондонский Тауэр 20 декабря, а на следующий день были освобождены для размещения в домах лондонской знати.
Смерть Якова V в декабре несколько изменила политику короля Англии Генриха VIII. Плененным дворянам было разрешено вернуться в Шотландию, заплатив выкуп и заключив обязательство помочь английскому королю силой, если это будет необходимо, в его плане брака принца Эдуарда с молодой королевой Марией Стюарт. Лорд Максвелл был в Карлайле в марте 1543 года и смог написать вдове короля Марии де Гиз организовать проезд её французских слуг, которые доставили послания герцогу Саффолку в Ньюкасл. Саффолку сказали, что Мария де Гиз благосклонно относится к брачному плану.
Кардинал Битон, выступавший против брака с наследником протестантской страны, был задержан. Роберт Максвелл проявил к нему свою враждебность, предложив и добившись принятия закона, согласно которому все должны иметь свободу читать Библию на шотландском и английском языках. Наряду с Хью Сомервиллем, 5-м лордом Сомервиллем, он был одним из главных агентов графа Ангуса в его интригах с королем Генрихом VIII. В последний день октября 1543 года лорд Максвелл и лорд Сомервиль были схвачены Джоном Гамильтоном, аббатом Пейсли, во время передачи писем Гилберту Кеннеди, 3-му графу Кассилису, и Уильяму Каннингему, 4-му графу Гленкэрну, Максвелла отправляют в Эдинбургский замок.
Получив свободу, он присоединился к Мэтью Стюарту, 4-му графу Ленноксу, в замке Глазго и был взят в плен во время битвы при Глазго 1 апреля 1544 года. Он был освобожден 3 мая 1544 года, при приближении английского флота к Лейт-роудс, на случай, если его друзья или последователи вступят в союз с англичанами.
Теперь, возбудив подозрения Генриха VIII в его верности, он был взят в плен и отправлен в Лондонский Тауэр. После этого он предложил служить под началом графа Хартфорда с красным крестом на доспехах в знак своей преданности Англии; но в августе 1545 года он оставался в заключении в замке Понтефракт . Только в октябре 1545 года ему было разрешено вернуться в Шотландию, передав замок Керлаверок под охрану англичан. В начале ноября кардинал Битон захватил его замки, и его в качестве пленника доставили в Дамфрис; но, подтвердив, что он договорился с королем Англии Генрихом только из страха за свою жизнь, он 12 января 1546 года получил прощение и в то же время был назначен главным судьей Аннандейла. 3 июня 1546 года он был назначен смотрителем западных границ. Он умер 9 июля того же 1546 года.

## Семья
Лорд Максвелл был дважды женат. Его первой супругой стала Джанет Дуглас, дочь Сэра Уильяма Дугласа, 6-го из Драмланрига, и Элизабет Гордон. У супругов было трое детей:
- Роберт Максвелл, 6-й лорд Максвелл (ок. 1510 — 14 сентября 1552), старший сын и преемник отца, женился на Леди Беатрис Дуглас, в браке родилось двое сыновей: 
  - Роберт, 7-й лорд Максвелл (1551-1555)
  - Джон, 8-й лорд Максвелл (1553-1593).
- Сэр Джон Максвелл (ок. 1512 — 20 января 1582/1583), женился на Агнес Максвелл, 4-й леди Херрис из Терреглса, в браке родилось 10 детей:
  - Маргарет Максвелл (?-1617)
  - Уильям Максвелл, 5-й лорд Херрис Терреглс (?-1603)
  - Сара Максвелл (?-1636)
  - Гриссел Максвелл
  - Элизабет Максвелл
  - Мэри Максвелл
  - Сэр Роберт Максвелл из Споттиса (?-1615)
  - Эдвард Максвелл (?-1598)
  - Агнес Максвелл
  - Никола Максвелл (1578-1605)
- Маргарет Максвелл (? — 31 января 1593/1594), 1-й муж — Арчибальд Дуглас, 6-й граф Ангус, в браке родился 1 сын, 2-й муж — сэр Уильям Бейли из Ламингтона

Его второй женой была леди Агнес Стюарт (? — 1557), незаконнорожденная дочь Джеймса Стюарта, 1-го графа Бьюкена, второго сына сэра Джеймса Стюарта, Чёрного рыцаря Лорна, и Джоан Бофорт, королевы Шотландии (ок. 1404—1445), вдовы шотландского короля Якова I Стюарта. Леди Агнес Стюарт была позже узаконена королевой Марией де Гиз 31 октября 1552 года. Второй брак был бездетным.

## Изображения в популярной культуре
Изображенный актёром Джеймсом Сазерлендом Роберт Максвелл, 5-й лорд Максвелл, ненадолго появляется в телесериале «Тюдоры». Он появляется в 6-м эпизоде 4-го сезона под названием «У вас есть мое разрешение».